# عشق من شهر من
عشق من شهر من فیلمی ایرانی به کارگردانی علی قوی‌تن و نویسندگی همایون اسعدیان است که در سال ۱۳۷۰ منتشر شد.

## خلاصه داستان
قدیر پسر جوانی است که از اوایل جنگ تحمیلی به همراه بازماندگان خانواده، پدر، برادر کوچکتر و دختر عمویش ساکن تهران شده و در بنگاه معاملات ملکی خان بیگی کار می‌کند. خان بیگی زمین‌های جنوب را با قیمت ناچیزی از مهاجرین می خرد. قدیر که آرزوی خرید خانه‌ای در تهران و ازدواج با دختر عمویش را دارد سرانجام پدرش را راضی می‌کند تا زمینی را که در جنوب دارد بفروشد. پدر ضمن سفری به جنوب و دیدار دوستان قدیمی خود که همگی در تلاش بازسازی خانه‌های خود هستند از فروش زمین منصرف می‌شود و همین امر موجب کشمکشی بین پدر و پسر می‌شود. در نهایت پدر به همراه پسر کوچکتر و دخترعمو به جنوب باز می گردد. قدیر که ناخواسته آلوده کارهای خلاف خان بیگی شده به زندان می افتد و پس از آزادی تصمیم می‌گیرد به شهر خود بازگردد.

## بازیگران
1. علی نصیریان
2. رضا آشتیانی
3. عنایت‌الله بخشی
4. آرش تاج تهرانی
5. اصغر زمانی
6. رقیه چهره‌آزاد
7. شاپور بخشایی
8. مهرناز فاطمی
9. محبوبه سعادتیان
10. جلال اسماعیل‌زاده
11. کمال رزم پور
12. غلامرضا خسروی
13. امیر میرزاپور
14. رسول محمدی
15. شاهرخ رضایی
16. علی ثانی
17. غلامرضا رباط‌جزی